# Ovcepolți, Pazardjik
Ovcepolți (în bulgară Овчеполци) este un sat în comuna Pazardjik, regiunea Pazardjik,  Bulgaria. 

## Demografie
Componența etnică a satului Ovcepolți
     Romi (16,97%)
     Bulgari (74,58%)
     Nicio identificare (8,43%)
     Altele (0%)
La recensământul din 2011, populația satului Ovcepolți era de 972 locuitori. Din punct de vedere etnic, majoritatea locuitorilor (74,58%) erau bulgari, cu o minoritate de romi (16,97%). Pentru 8,43% din locuitori nu este cunoscută apartenența etnică.